# Daniel Cudmore

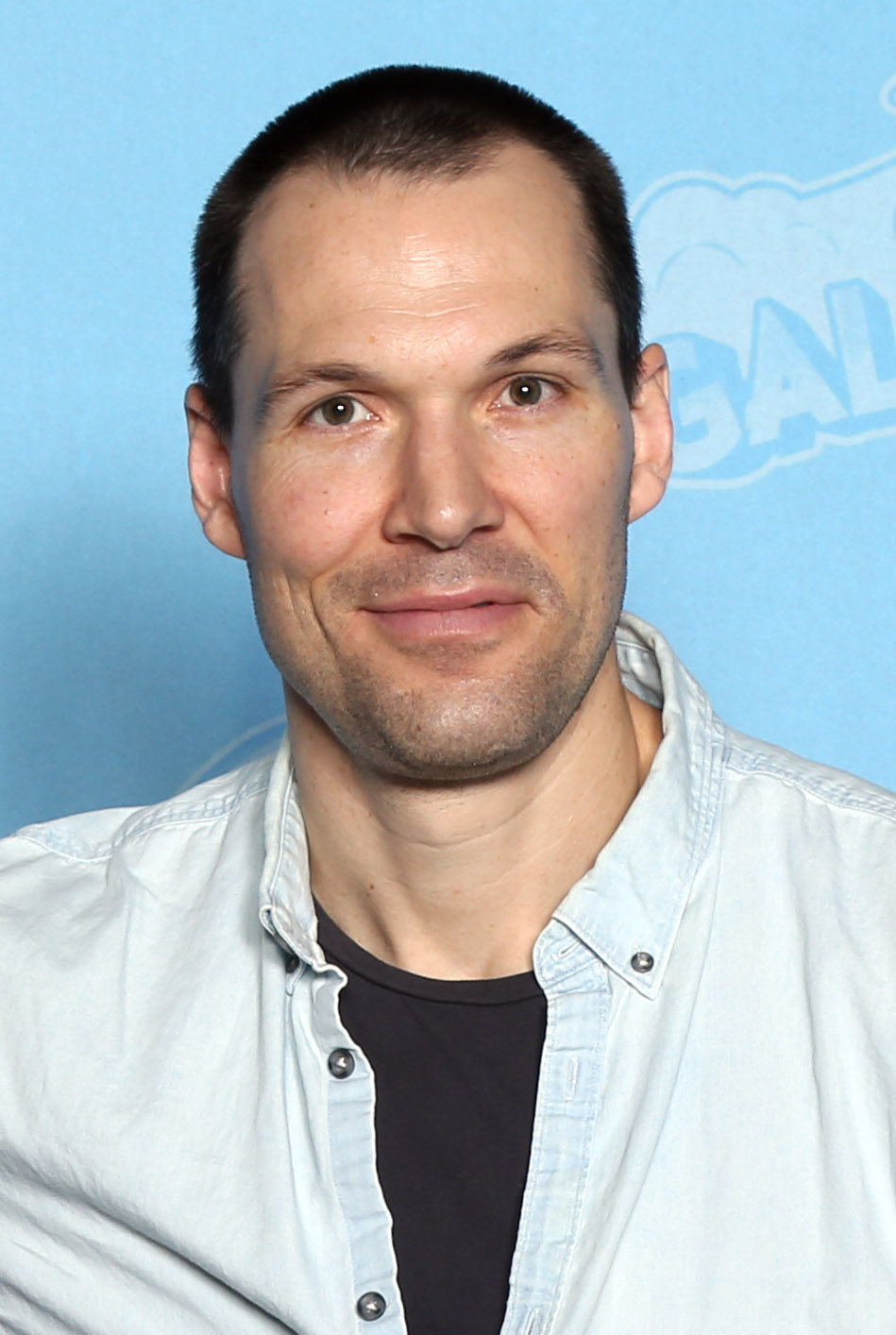
Daniel Cudmore (2019)

Daniel Cudmore (* 20. Januar 1981 in Vancouver) ist ein kanadischer Schauspieler und Stuntman. Seine bisher größte Rolle war die des Colossus in der X-Men-Filmreihe.
Daniel Cudmore ist 2,03 m groß.

## Leben
Cudmore ist als Sohn von Sue Bailey und des Arztes Richard Cudmore in Vancouver geboren, wuchs aber in Squamish auf. Er besuchte die Gannon University und war dort 2 Jahre lang Mitglied der Football-Mannschaft. Seine Brüder Jamie und Luke sind Rugby-Union-Spieler.

## Karriere
Seine erste Filmrolle bekam er 2003 als Colossus in Bryan Singers Comicverfilmung X-Men 2. Darin spielt Cudmore einem Mutanten mit der Fähigkeit sein Körpergewebe in eine organische, stahl-ähnliche Substanz umzuwandeln. Dieselbe Rolle übernahm er auch in der Fortsetzung X-Men: Der letzte Widerstand. 2004 sprach er für die Titelrolle in Superman Returns vor, verlor die Rolle aber an Brandon Routh. Von 2009 bis 2012 spielte Cudmore die wiederkehrende Rolle des Vampirs Felix in New Moon – Biss zur Mittagsstunde, Eclipse – Biss zum Abendrot und Breaking Dawn – Biss zum Ende der Nacht, Teil 1 sowie Breaking Dawn – Biss zum Ende der Nacht, Teil 2.
2014 war er in X-Men: Zukunft ist Vergangenheit wieder als Mutant Colossus zu sehen. Dieselbe Rolle bekam er von Regisseur Tim Miller für die 2016 erschienene Verfilmung Deadpool  angeboten. Cudmore lehnte allerdings ab, da seine Rolle anders als in den vorherigen X-Men-Filmen ausschließlich im Motion Capture-Verfahren dargestellt werden sollte.

## Filmografie (Auswahl)
- 2003: X-Men 2 (X2)
- 2004: Coole Weihnachten (A Very Cool Christmas) (TV)
- 2005: Sind wir schon da? (Are We There Yet?)
- 2005: Alone in the Dark
- 2006: X-Men: Der letzte Widerstand (X-Men: The Last Stand)
- 2009: Driven to Kill
- 2009: New Moon – Biss zur Mittagsstunde (The Twilight Saga: New Moon)
- 2009: Merlin und das Schwert Excalibur (Merlin and the Book of Beasts)
- 2010: Eclipse – Biss zum Abendrot (The Twilight Saga: Eclipse)
- 2011: Breaking Dawn – Biss zum Ende der Nacht, Teil 1 (The Twilight Saga: Breaking Dawn – Part 1)
- 2012: Halo 4: Forward Unto Dawn (Miniserie, 5 Episoden)
- 2012: The Baytown Outlaws
- 2012: Breaking Dawn – Biss zum Ende der Nacht, Teil 2 (The Twilight Saga: Breaking Dawn – Part 2)
- 2014: X-Men: Zukunft ist Vergangenheit (X-Men: Days of Future Past)
- 2015: 12 Rounds 3: Lockdown
- 2020: Helstrom (TV-Serie, 6 Episoden)
- 2022: Corrective Measures